# Chris Crenshaw
Chris Crenshaw (* 20. Dezember 1982 in Thomson, Georgia) ist ein amerikanischer Jazzmusiker (Posaune, Komposition).

## Leben
Crenshaw begann mit drei Jahren mit dem Klavierspiel; bereits als Kind trat er mit den „Echoes of Jazz“ seines Vaters auf. Mit elf Jahren wechselte er zur Posaune. Von 2001 bis 2005 absolvierte er ein Bachelorstudium an der Valdosta State University, wo er als der herausragende Student seines Jahrgangs geehrt wurde. 2007 schloss er an der Juilliard School mit einem Master ab.
2006 holte Wynton Marsalis ihn ins Lincoln Center Jazz Orchestra, für das er 2012 seine Komposition „God’s Trombones“ schrieb, die im selben Jahr bei Jazz at Lincoln Center uraufgeführt wurde; 2013 wurde dort seine Komposition „The Creation“ aufgeführt. Als Solist ist er mit Marsalis und Eric Clapton auf dem Album Play the Blues: Live from Jazz at Lincoln Center zu hören. Ferner hat er mit Gerald Wilson, Jiggs Whigham, Carl Allen, Marc Cary, Wessell Anderson, Victor Goines, Cassandra Wilson und Eric Reed gearbeitet und ist an Aufnahmen von Wynton Marsalis und Paco de Lucía beteiligt. Als Produzent wirkte er an dem Album Dreams Il Reality von Kock D Zel mit. Mit Gruppen von Marsalis trat er auch auf europäischen Festivals, etwa in Vitoria oder in Marciac, auf. Für das Album Black, Brown and Beige (Blue Engine, 2020) übernahm er von Marsalis die Leitung des Lincoln Center Jazz Orchestra.